# Плавання на літніх Олімпійських іграх 2020 — 800 метрів вільним стилем (чоловіки)
Змагання з плавання на 800 метрів вільним стилем серед чоловіків на літніх Олімпійських іграх 2020 відбулися 27 і 29 липня 2021 року в Олімпійському центрі водних видів спорту. Це буде повернення цієї дисципліни на Олімпійські ігри. Востаннє проводили 1904 року (880 ярдів).

## Рекорди
Перед цими змаганнями чинні світовий і олімпійський рекорди були такими:
| Світовий рекорд     | Чжан Лінь (CHN)  | 7:32.12             | Рим, Італія                        | 29 липня 2009  | [ 2 ] |
| Олімпійський рекорд | Еміль Рауш (GER) | 13:11.4 (880 ярдів) | Сент-Луїс, Сполучені Штати Америки | 7 вересня 1904 | [ 3 ] |

## Кваліфікація
Олімпійський кваліфікаційний норматив для цієї дисципліни становить 7 хвилин 54,31 секунди. За цим нормативом від кожного Національного олімпійського комітету (NOC) можуть автоматично кваліфікуватися щонайбільше два плавці, виконавши його на затверджених кваліфікаційних змаганнях. Норматив олімпійського відбору становить 8 хвилин 8,54 секунди. За цим нормативом від кожного НОК може кваліфікуватися щонайбільше один плавець, що посідає досить високе місце у світовому рейтингу, поки не буде вичерпано квоту для всіх плавальних дисциплін. НОК, що ще не має плавця в жодній дисципліні, може скористатися зі свого права на універсальну квоту.

## Формат змагань
Змагання складаються з двох раундів: попередні запливи та фінал. Плавці, що показали 8 найкращих результатів у попередніх запливах, виходять до фіналу. У тому разі, коли на останнє місце потрапляння до фіналу претендують два чи більше плавця з однаковим часом, передбачено перепливання.

## Розклад
Змагання тривають два дні, кожний раунд наступного дня.
Часовий пояс - японський стандартний час (UTC + 9)
| Дата     | Час   | Раунд             |
| -------- | ----- | ----------------- |
| 27 липня | 20:17 | Попередні запливи |
| 29 липня | 10:30 | Фінал             |

## Результати

### Попередні запливи
Плавці, що показали 8 найкращих результатів незалежно від запливу, виходять до фіналу.
| Місце | Заїзд | Доріжка | Swimmer                 | Країна                           | Час     | Примітки |
| ----- | ----- | ------- | ----------------------- | -------------------------------- | ------- | -------- |
| 1     | 4     | 5       | Михайло Романчук        | Україна (UKR)                    | 7:41.28 | Q, OR    |
| 2     | 4     | 3       | Флоріан Веллброк        | Німеччина (GER)                  | 7:41.77 | Q        |
| 3     | 4     | 7       | Роберт Фінк             | США (USA)                        | 7:42.72 | Q        |
| 4     | 5     | 2       | Фелікс Аубек            | Австрія (AUT)                    | 7:45.73 | Q        |
| 5     | 5     | 7       | Гільєрме Коста          | Бразилія (BRA)                   | 7:46.09 | Q, SA    |
| 6     | 5     | 3       | Джек Маклафлін          | Австралія (AUS)                  | 7:46.94 | Q        |
| 7     | 4     | 2       | Сергій Фролов           | Україна (UKR)                    | 7:47.67 | Q        |
| 8     | 5     | 4       | Грегоріо Пальтріньєрі   | Італія (ITA)                     | 7:47.73 | Q        |
| 9     | 4     | 4       | Генрік Крістіансен      | Норвегія (NOR)                   | 7:48.37 |          |
| 10    | 4     | 6       | Ахмед Аюб Хафнауї       | Туніс (TUN)                      | 7:49.14 |          |
| 10    | 1     | 4       | Віктор Юханссон         | Швеція (SWE)                     | 7:49.14 |          |
| 12    | 5     | 6       | Габріеле Детті          | Італія (ITA)                     | 7:49.47 |          |
| 13    | 5     | 1       | Олександр Єгоров        | Олімпійський комітет Росії (ROC) | 7:49.97 |          |
| 14    | 3     | 8       | Денієл Віффен           | Ірландія (IRL)                   | 7:51.65 |          |
| 15    | 3     | 5       | Альфонсо Местре         | Венесуела (VEN)                  | 7:52.07 |          |
| 16    | 3     | 7       | Марван Ель-Камаш        | Єгипет (EGY)                     | 7:52.76 |          |
| 17    | 4     | 8       | Майкл Брінеґар          | США (USA)                        | 7:53.00 |          |
| 18    | 2     | 6       | Зак Рід                 | Нова Зеландія (NZL)              | 7:53.06 |          |
| 19    | 3     | 1       | Александер Нерґор       | Данія (DEN)                      | 7:53.50 |          |
| 20    | 2     | 5       | Нгуєн Хуй Хоанг         | В'єтнам (VIE)                    | 7:54.16 |          |
| 21    | 4     | 1       | Антон Іпсен             | Данія (DEN)                      | 7:54.98 |          |
| 22    | 2     | 1       | Акош Кальмар            | Угорщина (HUN)                   | 7:55.85 |          |
| 23    | 2     | 4       | Жозе Паулу Лопес        | Португалія (POR)                 | 7:56.15 |          |
| 24    | 3     | 6       | Їгіт Аслан              | Туреччина (TUR)                  | 7:56.18 |          |
| 25    | 3     | 4       | Кіран Берд              | Велика Британія (GBR)            | 7:57.53 |          |
| 26    | 2     | 3       | Дімітріос Маркос        | Греція (GRE)                     | 7:58.68 |          |
| 27    | 2     | 7       | Чен Лун                 | Китай (CHN)                      | 7:58.71 |          |
| 28    | 5     | 8       | Ян Міцка                | Чехія (CZE)                      | 7:59.04 |          |
| 29    | 5     | 5       | Давід Обрі              | Франція (FRA)                    | 8:00.16 |          |
| 30    | 3     | 2       | Ілля Дружинін           | Олімпійський комітет Росії (ROC) | 8:01.47 |          |
| 31    | 1     | 3       | Марсело Акоста          | Сальвадор (ESA)                  | 8:03.01 |          |
| 32    | 1     | 5       | Мартін Бау              | Словенія (SLO)                   | 8:04.79 |          |
| 33    | 2     | 2       | Вук Челич               | Сербія (SRB)                     | 8:04.85 |          |
| 34    | 3     | 3       | Константінос Енглецакіс | Греція (GRE)                     | DNS     |          |

### Фінал
| Місце | Доріжка | Плавець                    | Країна          | Час     | Примітки |
| ----- | ------- | -------------------------- | --------------- | ------- | -------- |
| 1     | 3       | Роберт Фінк                | США (USA)       | 7:41.87 |          |
| 2     | 8       | Грегоріо Пальтріньєрі      | Італія (ITA)    | 7:42.11 |          |
| 3     | 4       | Михайло Романчук           | Україна (UKR)   | 7:42.33 |          |
| 4     | 5       | Флоріан Веллброк           | Німеччина (GER) | 7:42.68 |          |
| 5     | 7       | Джек Маклафлін             | Австралія (AUS) | 7:45.00 |          |
| 6     | 1       | Фролов Сергій Анатолійович | Україна (UKR)   | 7:45.11 |          |
| 7     | 6       | Фелікс Аубек               | Австрія (AUT)   | 7:49.14 |          |
| 8     | 2       | Гільєрме Коста             | Бразилія (BRA)  | 7:53.31 |          |